# دي الصمع (العدين)

تعديل مصدري - تعديل

دي الصمع محلة تابعة لقرية اهاين، التابعة لعزلة بني هات بمديرية العدين إحدى مديريات محافظة إب في الجمهورية اليمنية.، بلغ تعداد سكانها 46 حسب تعداد اليمن لعام 2004.